# ماي رايت سيوال
ماي رايت سيوال (بالإنجليزية: May Wright Sewall)‏ (27 مايو 1844 – 22 يوليو 1920) كانت مصلحة أمريكية تُعرف بخدماتها لقضايا التعليم، حقوق المرأة، والسلام العالمي. ولدت في غريينفيلد، مقاطعة ميلواوكي، ويسكونسن. وقد شغلت سيوال منصب رئيسة اللجنة التنفيذية الجمعية الوطنية للمطالبة بحق المرأة في الاقتراع منذ عام 1882 وحتى عام 1890، وكانت أول أمينة للتسجيل للمنظمة. وعملت أيضًا كرئيسة المجلس الوطني للنساء في الولايات المتحدة الأمريكية منذ عام 1899 وحتى عام 1899، ورئيسة المجلس العالمي للنساء منذ عام 1899 وحتى عام 1904. بالإضافة إلى ذلك، ساهمت في تنظيم الاتحاد العام للأندية النسائية، وشغلت أول منصب نائب رئيس فيها. وكانت سيوال أيضًا  منظمة لمؤتمر العالم للنساء النائبات، والذي عُقِدَ في بالتزامن مع المعرض العالمي الكولومبي في شيكاغو عام 1893. عينها الرئيس الأمريكي ويليام ماكيندي كممثلة الولايات المتحدة الأمريكية للنساء إلى المعرض العالمي (1900) في باريس.
أصبحت سيوال رئيسة اللجنة الدائمة في المجلس الوطني للنساء على السلام والتحكيم في عام 1904 وترأست ونظمت المؤتمر العالمي للنساء العاملات للترويج للسلام الدائم في معرض بنما والمحيط الهادئ الدولي في سان فرانسيسكو عام 1915. وكانت سيوال أيضًا من بين ستين مندوبًا انضموا إلى سفينة السلام لهينري فورد، وهي معرض غير رسمي للسلام خارج على متن أوسكار 2 في محاولة غير ناجحة لإيقاف الحرب في أوروبا عام 1915.
كانت سيوال مربية ومُحاضرة، منظمة مدنية، وروحانية. بالإضافة إلى عملها على حقوق الإنسان، أسست مع زوجها الثاني ثيودور لوفيت سيوال في عام 1882 مدرسة البنات الكلاسيكية في إنديانابوليس. وكانت تُعرف المدرسة بدوراتها التحضيرية الصارمة، التعليم البدني للنساء، والتعليم المبتَكَر للبالغين وبرامج العلوم المحلية. وساعدت سيوال كذلك في تأسيس عدة منظمات مدنية، أهمها نادي إنديانابوليس للنساء، البروبيلايوم، جمعية الفن في إنديانابوليس، ومعهد هيرون للفن، والذي أصبح كلية هيرون للفن والتصميم في جامعة إنديانا – جامعة بوردو إنديانابوليس (IUPUI). بالرغم من أن سيوال اعتنقت الروحانية في عام 1897، قامت بعزل نشاطاتها الروحانية عن الناس حتى نشر كتابها، لا ميت ولا نائم، بشهرين قبل وفاتها 1920.

## حياتها المبكرة وتعليمها
ولدت ماري إيليزا رايت في 27 مايو 1844، في غرينفيلد، مقاطعة ميلواوكي، ويسكونسن. كانت الابنة الثانية والصغرى من بين أربعة أطفال لفيلاند مونتاج رايت وزوجته ماري ويكس (براكيت) رايت. هاجر والدا ماري إيليزا من نيو إنجلاند إلى أوهايو، حيث التقيا وتزوجا، وثم انتقلا إلى ويسكونسن، حيث أصبح فيلاندر مزارعًا وهو معلم سابق. كانت ماري إيريزا تسمي نفسها ماي عندما كانت طفلة، وهو اسم احتفظت به خلال حياتها.
عَلَّمَ فيلاندر رايت ماري في البيت، ولكنها ارتادت أيضًا مدرسة عامة في واواتوسا، ويسكونسن، وبلومينغتون، ويسكونسن. كان يؤمن بفرص متساوية للرجال والنساء، وشجَّع ابنته على السعي وراء تعليم عالي.
بعد التدريس في مقاطعة واوكيشا، ويسكونسن، من 1863 حتى 1865، تركت ماي الولاية لسعيها للدراسات في كلية نورثويسترين للإناث في إيفانستون، إيلينويز. وكانت كلية محترمة لتعليم النساء والتي تم ضمُّها لاحقًا إلى جامعة نورثويسترن. مُنحت ماي جائزة في العلوم عام 1866 وشهادة الماجستير الآداب عام 1871.

## زواجها وعائلتها
كان زوج ماي الأول إيدوين ثومسن مربيًا، وكذلك كان زوجها الثاني، ثيدور لوفيت سيوال، ولم يكن لها أطفال من أيّ من الزواجين.
تزوج ماي وإيدوين في 2 مارس 1872 وهو مدرس رياضيات من باو باو، ميشيغان. التقى الزوجان عندما كانت ماي تُدَرِّس في بلاين ويل، ميشيغان. ثم انتقلت عائلة ثومسون في عام 1873 إلى فرانكلين، إنديانا حيث أكملوا مسيرتهم المهنية كمعلمين وإداريي مدارس، ولكنهم استقالوا في السنة التي تلتها ليتولوا مناصب تدريسية في ثانوية إنديانا بوليس، والتي عُرفت لاحقًا باسم ثانوية شورتريدج. ثم انتقلت عائلة ثومسون إلى إنديانابوليس في 1874 وعاشا في حي يُعرف باسم كوليج كورنر. وأصبحا عضوين في نادي كوليج كورنر، وانضما إلى جمعية حقوق المرأة في إنديانابوليس، والتي أُسِسَت في أبريل عام 1873، وكانا عضوين في الكنيسة التوحيدية المحلية. بعد الإصابة بالسل، ذهب ثومسون إلى مصحة في أشفيل، نورث كارولاينا، محاولًا استعادة صحته. وانضمت ماي له في أشفيل، حيث توفي في 19 أغسطس 1875. عادت ماي إلى إنديانابوليس بعد وفاته لتستمر في التدريس.
تزوجت ماي من ثيودور لوفيت سيوال في 31 أكتوبر 1880. التقى الاثنان في خدمة في كنيسة توحيدية في إنديانابوليس. ولد سيوال في أوهايو وتربَّى في ويلمينغتون، ديلاوير. وتخرج من جامعة هارفارد في عام 1874، ثم افتتح المدرسة الكلاسيكية للأولاد في إنديانابوليس في 25 سبتمبر 1876. كان زواجهما شراكة متساوية. وازنت نزعة سيوال المستقرة زوجته «المليئة بالطاقة» و«غير العملية في بعض الأحيان.»
كان ماي وثيودور سيوال ذوي عقول ليبرالية متقدمة، واصبح بيتهما مركزًا اجتماعيًا في المدينة. استضاف الزوجان تجمعات أسبوعية للمجتمع المثقف في إنديانابوليس في بيتهما لمناقشة المواضيع الرئيسية لليوم. ورحبوا أيضًا بضيوف كانوا يبيتون الليلة عندهم، كان الكثير منهم مؤلفين معروفين، فنانين، سياسيين، المنادين بمنح المرآة حق الاقتراع، وناشطون اجتماعيون آخرون. شجع ثيودور كمساند لحقوق المرأة اهتمامات زوجته في الإصلاح الاجتماعي، وبالأخص التقدم التعليمي للنساء وحق النساء في الاقتراع. توفي بمرض السل في بيتهم في إنديانابوليس في 23 ديسمبر 1895.

## روابط خارجية
- ماي رايت سيوال على موقع الموسوعة البريطانية (الإنجليزية)